# محمد عبد العزيز السيد
لواء بحري أ.ح / محمد عبد العزيز السيد، هو قائد عسكري مصري تخرج في الكلية البحرية المصرية في 16 يونيو 1981 وشغل سابقاً منصب رئيس أركان القوات البحرية خلال الفترة (17 ديسمبر 2016 - 24 ديسمبر 2018).

## التأهيل العلمي والعسكري
- بكالوريوس الدراسات البحرية.
- دورة أركان حرب تخصص بحرى.
- دورة رقم (29) حرب عليا زمالة أكاديمية ناصر العسكرية.
- الماجستير في إدارة الأعمال المهنية تخصص إدارة النقل الدولى واللوجيستيات.

## حياته المهنية
- قائد قاعدة بورسعيد البحرية.
- قائد قاعدة البحر الأحمر البحرية.
- ملحق الدفاع بواشنطن.
- مساعد رئيس أركان حرب القوات المسلحة.
- رئيس أركان حرب القوات البحرية.

## الأوسمة والأنواط والميداليات
- نوط الواجب العسكرى من الطبقة الثانية
- نوط 25 أبريل
- ميدالية الخدمة الطويلة والقدوة الحسنة
- ميدالية اليوبيل الفضي لنصر أكتوبر
- ميدالية اليوبيل الذهبي لثورة يوليو 1952
- ميدالية اليوبيل الفضى لتحرير سيناء
- نوط الواجب العسكرى من الطبقة الثانية
- نوط الخدمة الممتازة
- ميدالية ثورة 25 يناير عام 2011
- نوط الواجب العسكرى من الطبقة الأولى
- ميدالية ثورة 30 يونيو 2013